# کتاب پنج شأن

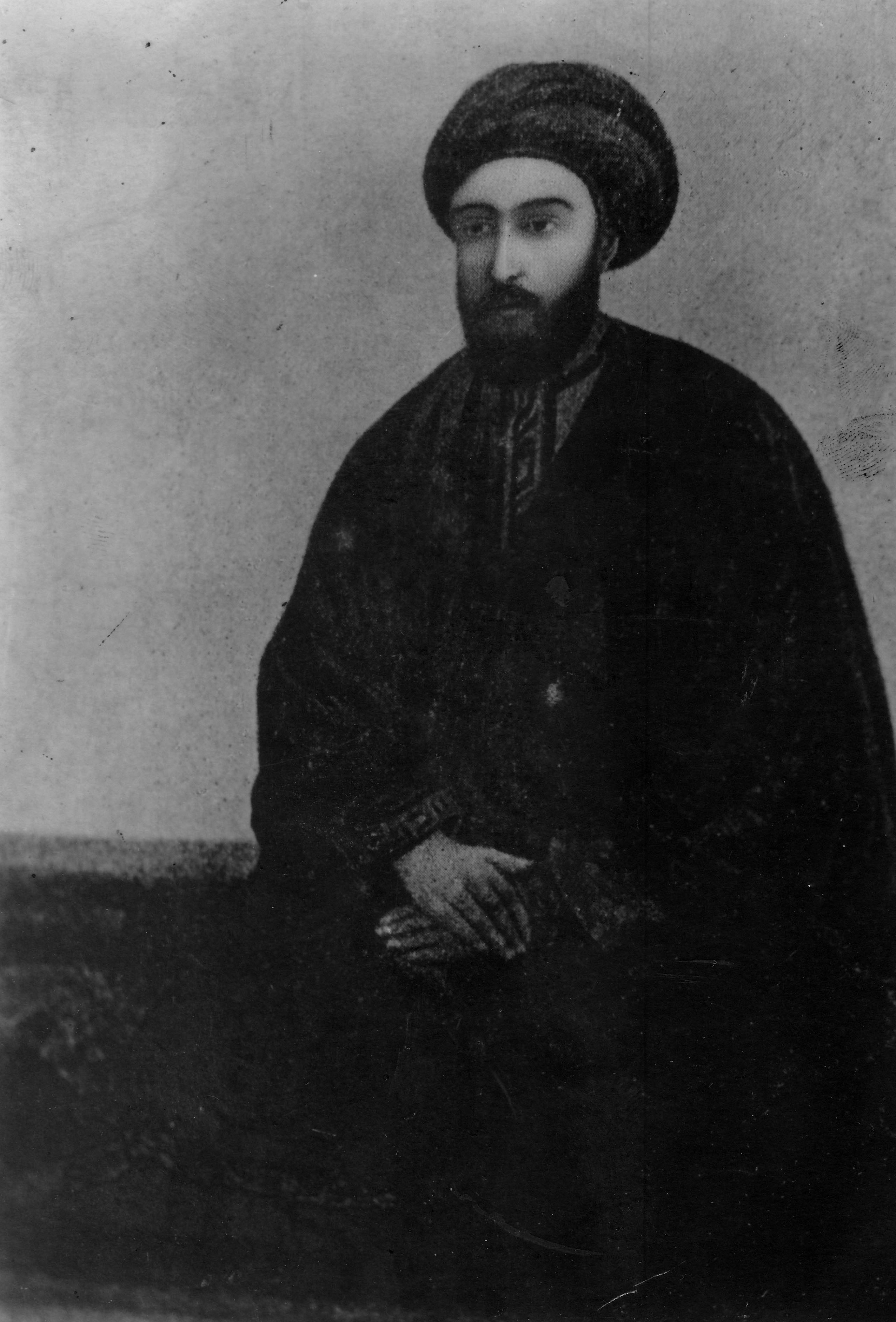
سید علی‌محمد باب

صفحهٔ نخست کتاب قیوم الاسماء

پنج شأن اولین کتاب سال هفتم ظهور سید علی‌محمد باب یعنی دوران الوهیت است. آغاز نگارش این کتاب در شب ۵ جمادی‌الاول سال ۱۲۶۶ بوده و به این موضوع در فهرست همین کتاب نیز اشاره شده‌است. در این کتاب هر اسم در پنج شأن (آیات، مناجات، خطبه و تفسیر به زبان فارسی) آمده‌است.